# Rhadinophanes monticola
Genre
Espèce
Statut de conservation UICN

 DD  : Données insuffisantes
Rhadinophanes monticola, unique représentant du genre Rhadinophanes, est une espèce de serpents de la famille des Dipsadidae.

## Répartition
Cette espèce est endémique de l'État du Guerrero au Mexique.

## Description
L'holotype de Rhadinophanes monticola, un mâle subadulte, mesure 357 mm dont 83 mm pour la queue. Le paratype, une femelle également subadulte, mesure 412 mm dont 79 mm pour la queue. Cette espèce se nourrit, entre autres, de salamandres, l'estomac du paratype contenait notamment deux ou trois individus du genre Thorius.
Les individus prélevés ont été capturés dans des stations où se trouvaient également les amphibiens et reptiles suivants :
- Abronia deppii, saurien;
- Mesaspis gadovii, saurien ;
- Plestiodon ochoterenae, saurien ;
- Sceloporus adleri, saurien ;
- Sceloporus grammicus, saurien ;
- Mixcoatlus barbouri, serpent ;
- Thorius sp., urodèles ;
- Plectrohyla mykter, amphibien.

## Étymologie
Le genre Rhadinophanes, du grec ancien ῥαδινός, rhadinos, « svelte, élancé », et φαίνειν, faynein, « apparaître », a été choisi en référence à la finesse de ces serpents et une certaine ressemble avec les membres des genres Rhadinaea et Coniophanes.
Le nom spécifique de cette espèce, du latin monticola, « qui habite les montagnes », lui a été donné en référence à son habitat.

## Publication originale
- Myers & Campbell, 1981 : A new genus and species of colubrid snake from the Sierra Madre del Sur of Guerrero, Mexico. American Museum Novitates, no 2708, p. 1-20 (texte intégral).